# جامع التكارتة
جامع التكارتة في العراق، من مساجد بغداد الأثرية والتراثية، ويقع في جانب الكرخ من بغداد، في سوق حمادة على ضفاف نهر دجلة وشيد وبني في عام 1254هـ/1838م، ويحوي الجامع على حرم واسع فيه مصلى يتسع لأكثر من 500 مصل، كما يحوي حرماً آخر مخصص للنساء، وتبلغ مساحته الاجمالية 2000م2، وفيهِ قبة بيضوية الشكل مغلفة بالكاشي الأزرق، ويحتوي على منارة مئذنة عالية مربعة القاعدة ذات طراز معماري فريد من نوعهِ ويبلغ أرتفاعها حوالي ثلاثون متراً، وتم صيانته وترميمه في عام 1950م، ومن ثم أعيد بناؤه بالكامل وبصورة مختلفة وبتصميم حديث في عام 1413هـ/ 1992م، وشيد وبني في نفس المكان القديم ضمن مشروع إعادة بناء منطقة خضر الياس.